# Tom Clancy's Rainbow Six Siege
Rainbow Six: Siege este un joc video tactic shooter online dezvoltat de Ubisoft Montreal și publicat de Ubisoft. A fost lansat în întreaga lume pentru PlayStation 4, Windows și Xbox One la 1 decembrie 2015; jocul a fost lansat și pentru PlayStation 5 și Xbox Series X/S exact cinci ani mai târziu, la 1 decembrie 2020. Titlul a primit un port pentru Google Stadia pe 30 iunie 2021 și unul pentru Amazon Luna în ianuarie 2022. Jocul pune accent pe cooperarea dintre jucători, fiecare jucător preia controlul asupra unui atacator sau apărător în diferite moduri de joc, cum ar fi salvarea unui ostatic, dezamorsarea unei bombe și preluarea controlului asupra unui obiectiv dintr-o cameră. Titlul nu are campanie, dar prezintă o serie de misiuni scurte, offline, numite „situații” care pot fi jucate singuri. Aceste misiuni au o narațiune liberă, concentrându-se pe recruții care trec prin antrenament pentru a-i pregăti pentru viitoare întâlniri cu „Măștile Albe”, un grup terorist care amenință siguranța lumii.
Siege este o intrare în seria Rainbow Six și succesorul lui Tom Clancy's Rainbow 6: Patriots, un shooter tactic care a avut un accent mai mare pe narațiune. După ce Patriots a fost în cele din urmă anulat din cauza deficiențelor sale tehnice, Ubisoft a decis să repornească franciza. Echipa a evaluat nucleul francizei Rainbow Six și a crezut că a lăsa jucătorii să se prezinte pe cei mai buni agenți de combatere a terorismului din întreaga lume se potrivește cel mai mult jocului. Pentru a crea situații de asediu autentice, echipa a consultat unități anti-terorism reale și a analizat exemple de asediu din viața reală, cum ar fi asediul Ambasadei Iranului din 1980. Cu sprijinul AnvilNext 2.0, jocul folosește, de asemenea, tehnologia Ubisoft RealBlast pentru a crea medii distructibile.
Jocul a primit o primire generală pozitivă din partea criticilor, laudele fiind în mare parte direcționate către multiplayerul tensionat al jocului și concentrarea pe tactici. Cu toate acestea, jocul a fost criticat pentru sistemul său de progres și lipsa de conținut. Vânzările inițiale au fost slabe, dar baza de jucători a jocului a crescut semnificativ, deoarece Ubisoft a adoptat un model de „ jocuri ca serviciu ” pentru joc și, ulterior, a lansat mai multe pachete de conținut descărcabil gratuit . La câțiva ani după lansarea jocului, unii critici au considerat Siege drept unul dintre cele mai bune jocuri multiplayer de pe piața modernă, datorită îmbunătățirilor aduse de actualizările post-lansare. Compania a colaborat cu ESL pentru a face din Siege un EsportGame. În decembrie 2020, jocul a depășit 70 de milioane de jucători înregistrați pe toate platformele. Rainbow Six Extraction, un spin-off game a lui Siege a fost lansat în ianuarie 2022.

## Gameplay
Rainbow Six Siege este un joc cu împușcături la shooter first-person, în care jucătorii folosesc mulți operatori diferiți din echipa Rainbow. Operatorii diferiți au naționalități, arme și gadgeturi diferite. Jocul prezintă o structură asimetrică prin care echipele nu sunt întotdeauna echilibrate în alegerile lor de abilități. Unitățile de bază de combatere a terorismului (CTU) disponibile pentru joc sunt Echipa americană de salvare a ostaticilor (denumită în joc FBI SWAT), SAS britanic, GSG-9 german, Spetsnaz rus și GIGN francez, fiecare dintre care are patru operatori pe unitate împărțiți între atacatori și apărători (alte unități au fost adăugate ulterior prin conținut descărcabil, vezi mai jos). Jucătorii au, de asemenea, acces la un operator „Recruit” care poate alege dintr-o gamă mai flexibilă de echipamente în detrimentul de a avea un gadget unic sau abilitatea de a-și personaliza arma. Jucătorii pot alege orice operator din orice unitate care apără sau atacă înainte de începerea unei runde, alegând punctele de apariție, precum și atașamentele de pe armele lor, dar nu au voie să-și schimbe opțiunile odată ce runda a început. Un magazin din joc le permite jucătorilor să cumpere operatori sau produse cosmetice folosind moneda din joc, care este câștigată la sfârșitul meciurilor din acțiunile efectuate în joc. Diferite moduri de joc acordă renume la rate diferite, meciurile clasate oferind cel mai mare potențial multiplicator de renume per meci. Jucătorii pot, de asemenea, să completeze „încercări” în joc pentru a obține o mică cantitate de monedă. Rata de câștig de monedă poate fi, de asemenea, afectată de utilizarea „booster-urilor” în joc, care oferă jucătorului o creștere a întregii sume câștigată pe durată diferită, începând cu 24 de ore. O monedă premium cunoscută sub denumirea de „credite R6” poate fi achiziționată, de asemenea, utilizând monedă reală pentru a atrage operatorii mai rapid în joc sau alte articole cosmetice, cum ar fi skin-uri pentru arme sau operator.
Când runda începe într-un meci online, atacatorii aleg unul dintre mai multe puncte de spawn din care să lanseze atacul, în timp ce apărătorii fac același lucru de care să se apere. Va începe apoi o perioadă pregătitoare de un minut în care atacatorii primesc controlul asupra dronelor cu roți mecanum pentru a cerceta harta în căutarea operatorilor inamici, a capcanelor și a instalațiilor defensive în plus față de obiectivul (obiectivele) țintă, în timp ce apărătorii își stabilesc apărarea și sunt încurajați să facă acest lucru fără ca detaliile obiectivelor defensive și țintă să fie descoperite, în principal prin distrugerea dronelor. Hărțile din joc sunt concepute pentru a încuraja luptele în apropiere, iar jucătorii nu potreapare până la sfârșitul unei runde. Jucătorii care au fost uciși de adversari pot intra în „Modul de asistență”, care le permite să obțină acces la camerele dronei și camerele de securitate, astfel încât să poată continua să contribuie la echipa lor informându-i despre locațiile și activitățile adversarului. Meciurile durează doar patru minute pentru un casual și trei minute pentru un clasat.  Lucrul în echipă și cooperarea sunt încurajate în Siege, iar jucătorii trebuie să profite de abilitățile lor diferite pentru a îndeplini obiectivul și a învinge echipa inamice. Comunicarea între jucători este, de asemenea, puternic încurajată. Jocul are, de asemenea, un mod de spectator, care permite jucătorilor să observe un meci din diferite unghiuri.
Jocul pune mare accent pe distrugerea mediului  folosind un sistem de distrugere procedurală. Jucătorii pot sparge structuri plantând explozibili pe ele sau pot trage în pereți pentru a face găuri de gloanțe. Jucătorii pot obține avantaje tactice prin distrugerea mediului, iar sistemul urmărește să încurajeze jucătorii să folosească creativitatea și strategia. Este prezentat un sistem de penetrare a gloanțelor, în care gloanțele care trec prin structuri fac mai puține daune inamicilor. Pe lângă distrugere, jucătorii din echipa de apărare pot instala și un număr limitat de fortificații grele pe ziduri și scuturi desfășurabile în jurul lor pentru protecție; acestea pot fi distruse prin dispozitive de spargere, explozibili sau prin utilizarea gadgeturilor specifice operatorului în cazul primelor. Pentru a opri înaintarea atacatorilor, apărătorii pot plasa capcane precum sârmă ghimpată și capcane cu laser explozive în jurul hărților. Spațiul vertical este un element cheie al jocului în hărțile jocului: jucătorii pot distruge tavanele și podelele folosind încărcături de încălcare și pot ține ambuscadă inamicilor prin rapel prin ferestre. Armele puternice precum grenadele și încărcăturile de breșă sunt valoroase, deoarece doar o cantitate limitată poate fi folosită într-o rundă.

### Modalități
La lansare, jocul a prezentat 11 hărți  și 5 modalități de joc diferite, atât PVE, cât și PVP. Cu conținutul descărcabil (DLC) lansat după lansare, cu alte patru hărți din anul unu și trei hărți din anul doi - în prezent există 20 de hărți care pot fi redate. Modalitățile de joc prezentate includ:
- Ostatic: un mod multiplayer necompetitiv, în care atacatorii trebuie să extragă ostaticul de la apărători, în timp ce apărătorii trebuie să împiedice acest lucru fie eliminând toată echipa atacantă, fie apărând cu succes ostaticul până la expirarea timpului. O modalitate secundară de câștig poate apărea dacă echipa care atacă sau care se apără dăunează accidental ostaticului, determinând ostaticul să „coboare”; dacă echipa adversă poate împiedica renașterea ostaticului, iar ostaticul sângerează și moare, ei vor câștiga runda.
- Bombă: un mod competitiv multiplayer, în care atacatorii au sarcina de a localiza și dezamorsa una dintre cele două bombe. Apărătorii trebuie să-i oprească pe atacatori ucigându-i pe toți sau distrugând dispozitivul de dezamorsare. Dacă toți atacatorii sunt uciși după ce dispozitivul de dezamorsare a fost plantat, acesta trebuie totuși distrus pentru o victorie de apărare.
- Zona Securizată: un mod multiplayer necompetitiv, în care apărătorii trebuie să protejeze o cameră cu un container pentru riscuri biologice, în timp ce atacatorii trebuie să lupte înăuntru și să o securizeze. Meciul se termină atunci când toți jucătorii dintr-o echipă sunt uciși sau containerul pentru pericol biologic este securizat de atacatori atunci când nu există apărători în cameră.
- Realism tactic: o variantă a modurilor multiplayer competitive standard, adăugată odată cu lansarea DLC-ului Operation Skull Rain. Modul de joc pune mai mult accent pe realism și munca în echipă, eliminând majoritatea elementelor de afișare heads-up (HUD), capacitatea de a marca adversarii și capacitatea de a vedea contururile coechipierilor prin pereți, oferind, de asemenea, adăugarea unei imagini realiste. sistem de management al muniției.  Acest mod nu mai este în joc, dar unele aspecte sunt în celelalte moduri multiplayer.
- Terenuri de antrenament: un mod solo sau multiplayer cooperativ pentru până la cinci jucători. Jucătorii își asumă rolul fie al atacatorilor, fie al apărătorilor și trebuie să lupte împotriva valurilor de inamici controlați de inteligența artificială în diferite moduri precum Bombă, Ostatic sau Eliminare.
- Situații: o serie pentru un singur jucător de 10 misiuni multiplayer solo și 1 co-op care încearcă să servească drept tutoriale introductive și interactive la mecanica jocului.
- Outbreak: Un eveniment pe durată limitată, exclusiv pentru Operațiunea Chimera, Outbreak pune o echipă de 3 jucători într-un mediu PVE co-op împotriva unei amenințări extraterestre cu pericol biologic, și anume forme puternic mutate controlate de IA de oameni infectați cu parazitul extraterestră menționat. Există două dificultăți pentru acest mod, pentru care diferența principală a fost includerea focului prieten pe cel mai dur.
- Arcade: evenimente aleatorii pe timp limitat care modifică elemente ale modurilor existente și sunt la o scară mai mică în comparație cu modurile de joc sezoniere, acesta include evenimentul Golden Gun
- Evenimente sezoniere: evenimente cu durată limitată care sunt disponibile pentru un sezon. Acestea sunt în mod normal moduri de joc la scară largă, care sunt complet unice pentru modurile obișnuite Bomb, Zona Securizată sau Joc Ostatic.